# بیماری مرد درختی
بیماری مرد درختی یا اپیدرمودیسپلازی وِروسی‌فورمیس (انگلیسی: Epidermodysplasia verruciformis) یا «دیسپلازی اپیدرمی زگیل‌مانند» که به آن «دیسپلازی لِواندوفسکی-لوتس» هم می‌گویند، یک بیماری بسیار نادر ژنتیکی و ارثیِ پوستی از نوع «اتوزومال مغلوب» است که یکی از عواقب آن، احتمال بالای وقوع سرطان پوست در بیماران مبتلاست.
اگرچه بروز آن در جمعیت نسبتاً کم است، اما موارد معروفی از این بیماری وجود دارد. وقتی دد کوسوارا ۳۵ ساله شد، متوجه شد که بافت‌هایی شبیه به ریشه درختان از دست‌ها و پاهایش بیرون می‌آید. پس از آزمایش‌های متعدد، پزشکان متوجه شدند که این جوان اندونزیایی از بیماری عجیبی به نام اپیدرمودیسپلازی وروسیفورمیس رنج می‌برد. این بیماری منشأ ژنتیکی دارد.
مشخصه این بیماران آن است که به‌شدت در معرض ابتلا به ویروس پاپیلوم انسانی پوستی هستند که در نتیجهٔ رشد بی‌رویهٔ ویروس، لکه‌های پوستی و سفت‌دانه‌های پوسته‌دهنده و فلس‌مانند بسیاری در پوست بدن و به ویژه در ناحیه دست‌ها و پاها ایجاد می‌شود.
شایعترین انواع ویروس پاپیلوم انسانی در این بیماری، نوع ۵ و ۸ آن است که در ۸۰ درصد جمعیت عادی و سالم بشری وجود دارد بدون آنکه علامتی ایجاد کند. البته انواع دیگر ویروس پاپیلوم انسانی هم می‌توانند همین بیماری را ایجاد کنند.
علائم بیماری معمولاً خود را مابین سن ۲۰–۱ سالگی نشان می‌دهد، اما گاهی ممکن است این بیماری در سنین میان‌سالگی آغاز شود.
این بیماری نام خود را از دو پزشک آلمانی می‌گیرد که نخستین بار، آن را کشف و گزارش کردند: «فلیکس لواندوفسکی» و «ویلهلم لوتس».

## ژنتیک
دلیل بروز این بیماری، جهشِ غیرفعال‌سازندهٔ حوزهٔ پروتئینی PH در ژن‌های «TMC6» یا «TMC8» است که در کنار یکدیگر و بر روی کروموزوم شماره ۱۷ قرار دارد. با آنکه عملکرد دقیق این ژن‌ها هنوز مشخص نشده‌است، اما یکی از کارهای آنها، تنظیم نحوهٔ توزیع عنصر «روی» در هستهٔ سلول است. عنصر «روی» یک کوفاکتور مهم برای پروتئین‌های ویروس‌هاست و فعالیت طبیعی ژن‌های «TMC6» یا «TMC8» باعث می‌شود که ویروس‌ها به این عنصر حیاتی خود در درون سلول، دسترسی کافی نداشته باشند و رشدشان متوقف شود.
به‌ندرت، چند ژن دیگر هم در بروز این بیماری دخیل بوده‌اند که از آن میان می‌توان به ژن «RhoH» اشاره کرد.

## درمان
این بیماری درمان قطعی ندارد و تنها می‌توان با روش‌هایی، علائم آن را کنترل کرد که از آن میان، تجویز روزانهٔ اسیترتین به مدت ۶ ماه، مؤثرترین روش درمانی بوده‌است. از دیگر داروهای بکاررفته در این بیماری، می‌توان به اینترفرون در ترکیب با رتینوئید و همچنین کلسیپوتریول اشاره کرد.

## عواقب بیماری
عارضهٔ مهم این بیماری، احتمالِ بالای وقوع سرطان پوست است.